# Vincent Sadler
Vincent Sadler (* 6. Juli 2001 in Backnang) ist ein deutscher Fußballspieler.

## Karriere
Sadler spielte spätestens seit 2017 im Nachwuchsbereich für die SG Sonnenhof Großaspach, dort zeichnete sich der Innenverteidiger zwischen 2017 und 2020 mit jeweils sechs Ligatoren als torgefährlicher Defensivspieler aus. 2019 erhielt er in der Kategorie „beste schulische Leistung“ den von Porsche verliehenen Nachwuchssportlerpreis „Turbo-Award“. Sadler wirkte bereits im Herbst 2019 in einem Testspiel der Profimannschaft gegen den Zweitligisten 1. FC Heidenheim mit und gehörte erstmals im Februar 2020 gegen die Würzburger Kickers zum Spieltagsaufgebot in der 3. Liga. Nach der zeitweisen Unterbrechung der Saison 2019/20 wegen der COVID-19-Pandemie kam er Anfang Juli im letzten Saisonheimspiel gegen den TSV 1860 München zu seinem Drittligadebüt, Großaspach stand zu diesem Zeitpunkt bereits als Absteiger fest.
Bereits Ende Mai 2020 war ursprünglich sein Wechsel zur Saison 2020/21 zum Verbandsligisten 1. FC Normannia Gmünd bekannt geworden, der dortige Cheftrainer Zlatko Blaškić war zuvor bei Großaspach tätig. Nach dem Abstieg Großaspachs in die Regionalliga Südwest erhielt Sadler ein Angebot des Klubs und entschied sich letztlich doch zum Verbleib bei der SG Sonnenhof.